# Lorenzo Bettini
Lorenzo Bettini (Villanuova sul Clisi, 15 gennaio 1931 – Gavardo, 21 gennaio 2008) è stato un calciatore italiano, di ruolo attaccante.

## Caratteristiche tecniche
Giocava come attaccante o mezzala.

## Carriera

### Giocatore
Iniziò la carriera agonistica nelle giovanili della Villanovese, per poi passare al Brescia nella stagione 1949-1950. Esordisce in Serie B il 28 maggio 1950 segnando due gol al Vicenza. Da titolare, nel 1950-1951, segnò 22 gol in 37 presenze; venne presto acquistato dalla Roma neoretrocessa, che vinse immediatamente il campionato di Serie B 1951-1952.
Esordì infine in Serie A con la maglia del Palermo, squadra in cui passò in prestito, siglando il suo primo gol all'esordio, il 14 settembre 1952, nella gara contro i campioni uscenti della Juventus (Palermo Juventus 1-1). Il 15 febbraio 1953 realizza la sua prima doppietta in Serie A (Palermo Bologna 4-1).  Alla fine della stagione il Palermo si salvò e Bettini, dopo 20 presenze e 8 reti, ritornò alla Roma per la stagione 1953-1954, collezionando 15 presenze e 9 reti.
Nel 1954-1955 tornò a giocare da titolare con l'Udinese, squadra rivelazione di quell'annata: segnò 20 reti, classificandosi secondo nella classifica marcatori dietro al milanista Gunnar Nordahl. Con la retrocessione a tavolino dei friulani, Bettini si trasferì alla Lazio, vestendone la maglia fino al 1957 per poi tornare all'Udinese. Con le reti segnate nel corso delle quattro stagioni in bianconero diventò miglior realizzatore della squadra in Serie A (67 reti), record eguagliato il 6 gennaio 2010 da Antonio Di Natale e da quest'ultimo poi superato.
Nell'estate del 1961 passò all'Inter di Helenio Herrera, disputando da titolare una prima stagione chiusa al secondo posto e venendo poi ceduto al Modena nel 1962-1963. Chiuse la carriera in Serie B vestendo la maglia dell'Alessandria per tre stagioni.

### Dopo il ritiro
Ritiratosi dal calcio ritornò in provincia di Brescia, dove gestì un distributore di carburante fino alla morte, che lo colse a 77 anni nel 2008. Riposa nel cimitero di Gavardo.

## Statistiche

### Presenze e reti nei club
| Stagione           | Squadra            | Campionato         | Campionato | Campionato |
| Stagione           | Squadra            | Comp               | Pres       | Reti       |
| ------------------ | ------------------ | ------------------ | ---------- | ---------- |
| 1949-1950          | Brescia            | B                  | 4          | 2          |
| 1950-1951          | Brescia            | B                  | 37         | 22         |
| Totale Brescia     | Totale Brescia     | Totale Brescia     | 41         | 24         |
| 1951-1952          | Roma               | B                  | 25         | 9          |
| 1952-1953          | Palermo            | A                  | 20         | 8          |
| 1953-1954          | Roma               | A                  | 15         | 9          |
| Totale Roma        | Totale Roma        | Totale Roma        | 40         | 17         |
| 1954-1955          | Udinese            | A                  | 31         | 20         |
| 1955-1956          | Lazio              | A                  | 32         | 12         |
| 1956-1957          | Lazio              | A                  | 9          | 3          |
| Totale Lazio       | Totale Lazio       | Totale Lazio       | 41         | 15         |
| 1957-1958          | Udinese            | A                  | 31         | 12         |
| 1958-1959          | Udinese            | A                  | 33         | 7          |
| 1959-1960          | Udinese            | A                  | 31         | 14         |
| 1960-1961          | Udinese            | A                  | 31         | 14         |
| Totale Udinese     | Totale Udinese     | Totale Udinese     | 157        | 67         |
| 1961-1962          | Inter              | A                  | 22         | 9          |
| ago.-nov. 1962     | Inter              | A                  | 2          | 0          |
| Totale Inter       | Totale Inter       | Totale Inter       | 24         | 9          |
| nov. 1962-1963     | Modena             | A                  | 13         | 2          |
| 1963-1964          | Alessandria        | B                  | 27         | 7          |
| 1964-1965          | Alessandria        | B                  | 29         | 12         |
| 1965-1966          | Alessandria        | B                  | 5          | 2          |
| Totale Alessandria | Totale Alessandria | Totale Alessandria | 61         | 21         |
| Totale carriera    | Totale carriera    | Totale carriera    | 397        | 164        |

## Palmarès

### Club
- Campionato italiano di Serie B: 1

Roma: 1951-1952